# دانگو اواتارا
دانگو اواتارا (انگلیسی: Dango Ouattara؛ زادهٔ ۱۱ فوریهٔ ۲۰۰۲) بازیکن فوتبال اهل بورکینافاسو است.
از باشگاه‌هایی که در آن بازی کرده است می‌توان به باشگاه فوتبال ای‌اف‌سی بورنموث اشاره کرد.
وی همچنین در تیم ملی فوتبال بورکینافاسو بازی کرده است.